# Bourguignonne (Automarke)

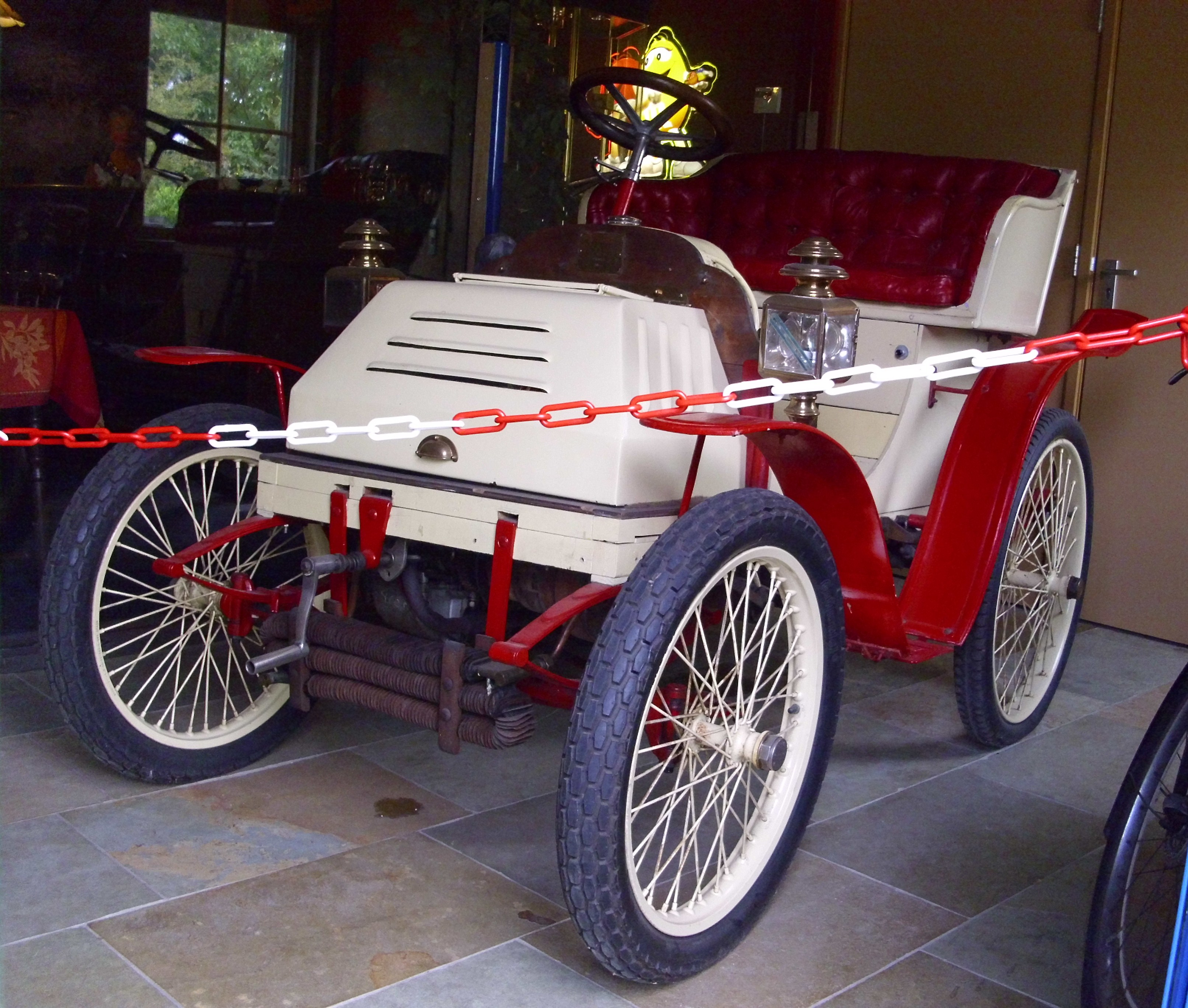
Bourguignonne (1900)

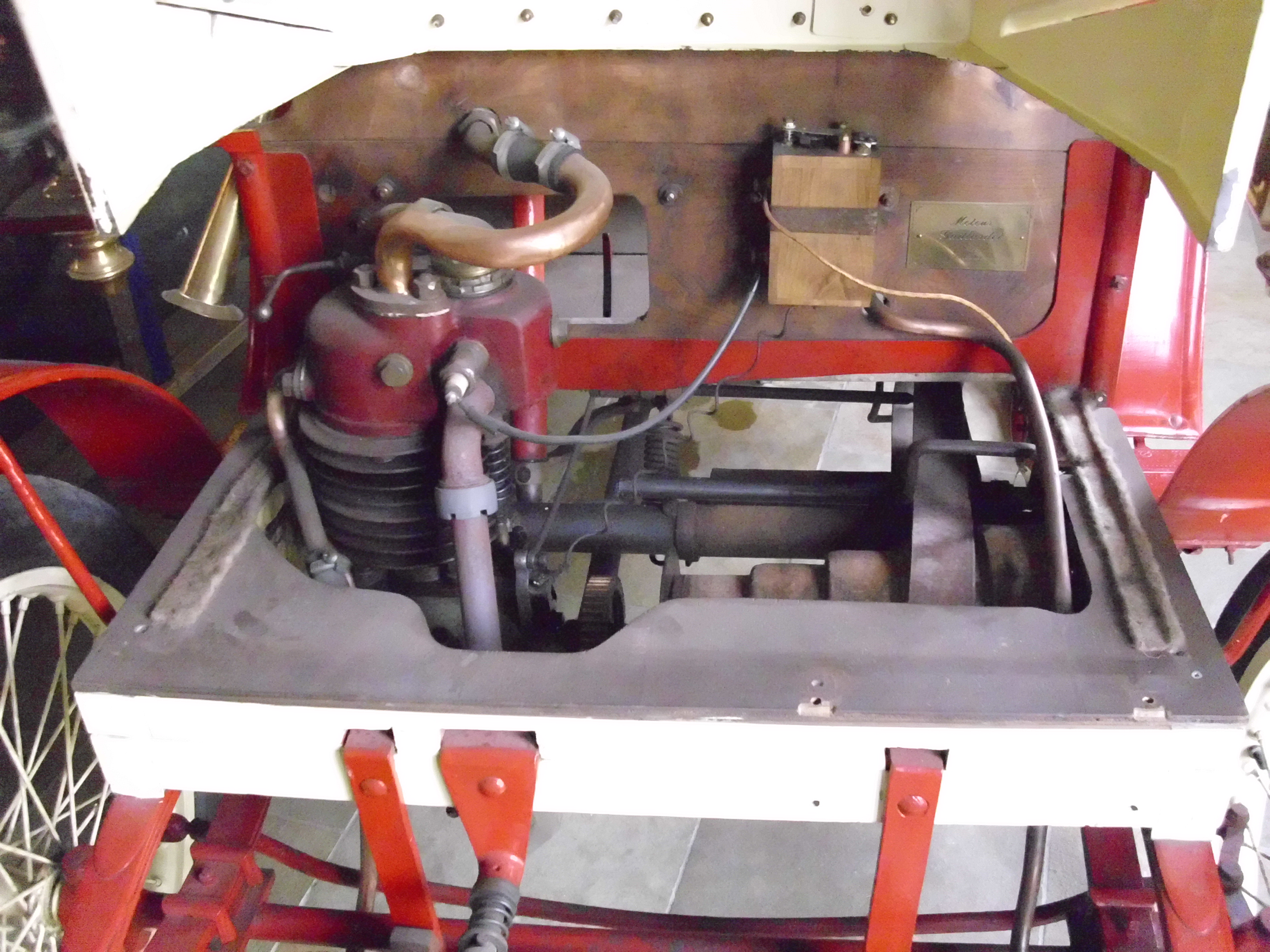
Der Einzylindermotor stammte von Gaillardet

Bourguignonne war eine französische Automarke.

## Unternehmensgeschichte
Das Unternehmen Chesnay, de Falletans & Cie aus Dijon begann 1899 mit der Produktion von Automobilen, die als Bourguignonne vermarktet wurden. 1901 endete die Produktion.

## Fahrzeuge
Das einzige Modell war mit einem Einzylindermotor mit 3 PS Leistung von Gaillardet und einem Vierganggetriebe ausgestattet. Anfangs war der Motor luftgekühlt, aber diese Art der Kühlung erwies sich als unzureichend.
Ein Fahrzeug dieser Marke ist erhalten geblieben. Es ist im Autosalon Doornhoek im niederländischen Zijtaart (Gemeinde Veghel) ausgestellt.